# Бьява, Джузеппе
Джузе́ппе Бья́ва (итал. Giuseppe Biava; род. 8 мая 1977, Сериате, Ломбардия) — итальянский футболист, центральный защитник; тренер. Выступал за такие клубы, как «Палермо», «Дженоа», «Лацио», «Аталанта».

## Карьера
Воспитанник «Аталанты». Начал свою карьеру в другой команде, «Альбинезе», с этим клубом он вышел из серии D в серию С2 в 1997 году. В 1998 году «Альбинезе» объединилась с клубом «Альбинолеффе». С новой командой он вышел в серию С1, а всего провёл в клубе 5 сезонов, один из которых он был в аренде в клубе «Бьеллезе», после возвращения из которой Бьява помог «Альбинолеффе» выйти в серию B. В своём первом матче в серии B Бьява забил победный гол в ворота «Фиорентины».
Действия защитника вызвали интерес к нему со стороны других команд, и 31 января 2004 года Бьява перешёл в «Палермо». Там он быстро стал игроком основного состава, составив с Пьетро Аккарди дуэт центральных защитников клуба. Их игра помогла «Палермо» выйти в серию A, впервые после 31-летнего перерыва. Уже в первом сезоне после выхода «Палермо» завоевал право участвовать в Кубке УЕФА. В сезоне 2005/2006 Бьява из-за частых ошибок потерял место в стартовом составе команды, чему поспособствовал новый тренер Луиджи Дельнери. В сезоне 2006/07 Бьява смог вновь завоевать место в основе после возвращения на «тренерский мостик» Франческо Гуидолина, продажи Кристина Терлицци и травмы Чезаре Бово. И оставался игроком стартового состава вплоть до 2008 года, когда он покинул команду, будучи вытесненным из основы Франко Бьенцей.
В 2008 году он перешёл в «Дженоа», в рамках переговоров по поводу возвращения в «Палермо» Бово. Первоначально Бьява был взят как компенсация, за часть трансфера Бово, с последующей продажей, но после он убедил тренера Джанпьеро Гасперини в своей полезности и остался в команде, выступая в центре обороны вместе с Маттео Феррари. В сезоне 2008/09 Бьява помог «Дженоа» завоевать высокое 4-е место в серии A.

## Достижения
- Обладатель Кубка Италии: 2012/13